# هيو ميلر تومسون
هيو ميلر تومسون (بالإنجليزية: Hugh Miller Thompson)‏ هو قسيس أمريكي، ولد في 5 يونيو 1830، وتوفي في 20 يناير 1903.